# AC Automotive

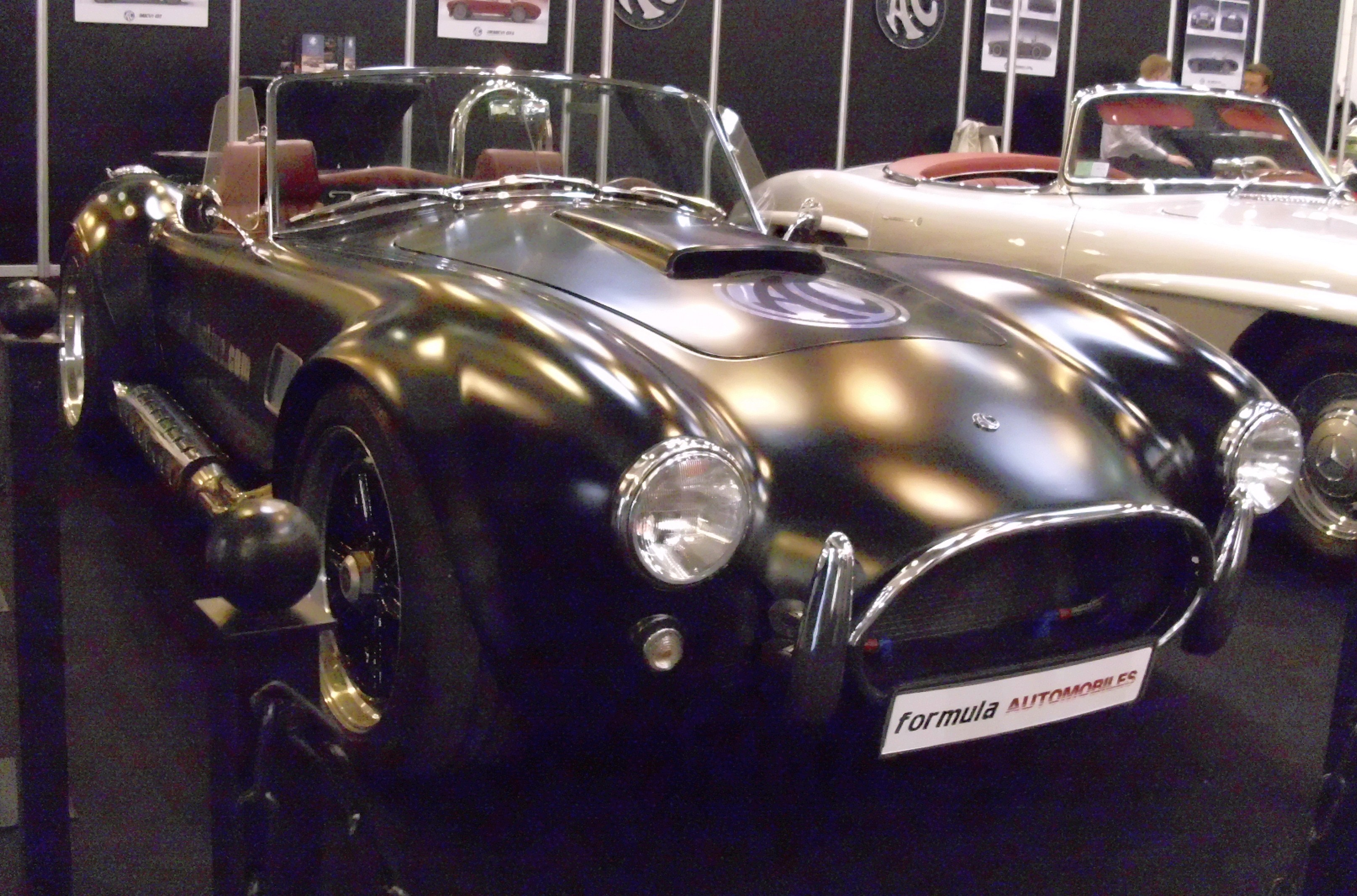
AC Mk VI auf der Techno-Classica 2014

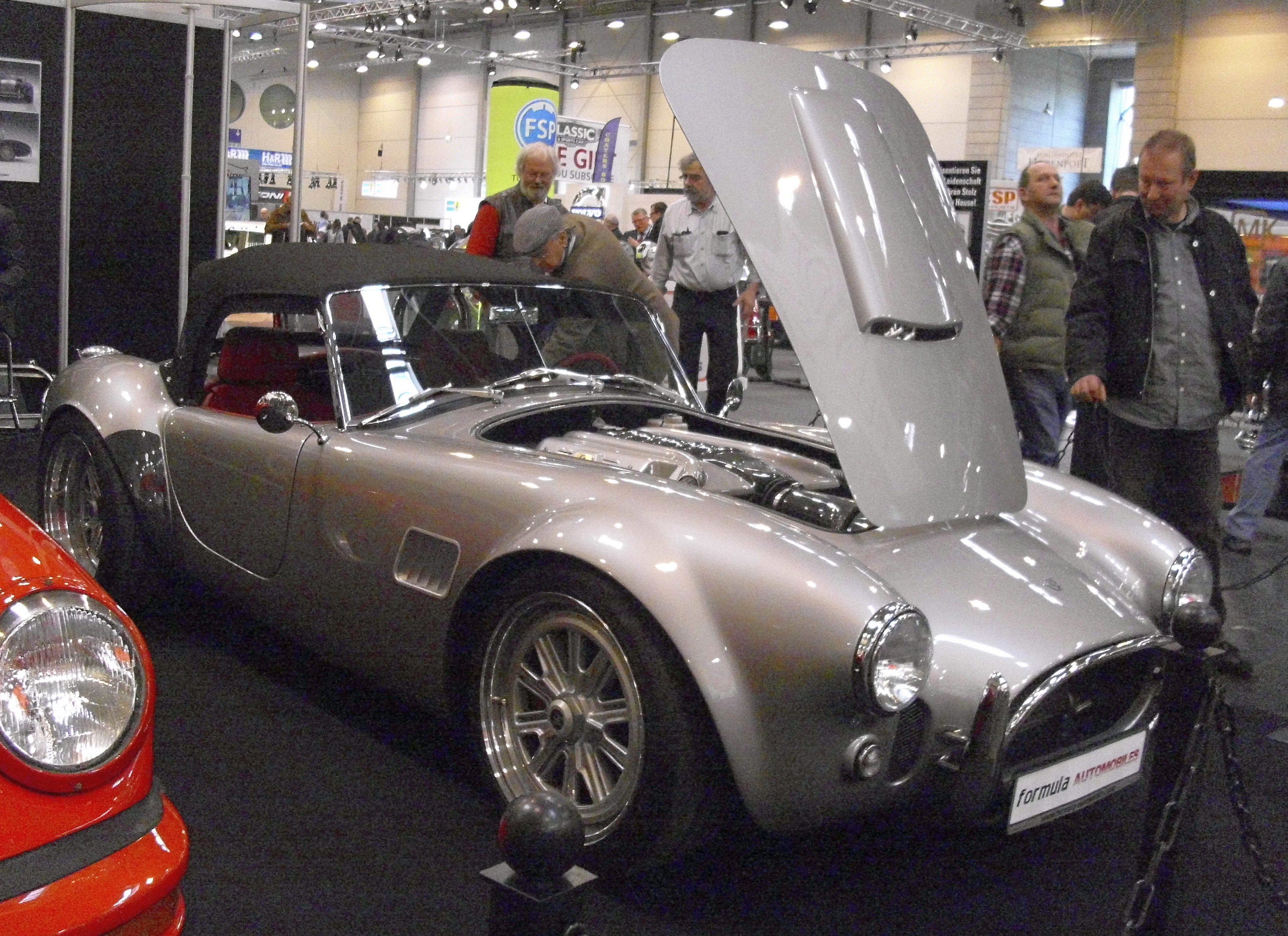
AC Mk VI mit Verdeck

AC Automotive GmbH war ein deutscher Hersteller von Automobilen. Gelegentlich wurde auch die Firma AC Cars by Gullwing GmbH genannt. Es war das Nachfolgeunternehmen von AC Cars Limited von der Insel Malta.

## Unternehmensgeschichte
Das Unternehmen wurde nach zwei Quellen 2009 gegründet. Laut älteren einsehbaren Handelsregisterauszügen schlossen Laurent Abert und Jürgen Mohr, der früher Mohr Automobile betrieb, am 17. März 2011 einen Gesellschaftervertrag, ließen das Unternehmen, das mit einem Stammkapital von 100.000 Euro ausgestattet war, am 9. Mai 2011 eintragen und führten es zunächst gemeinsam.
Das Unternehmen hatte seinen Sitz an der Siemensstraße 6 in Straubenhardt. Die Produktion von Automobilen fand in einem Werk in Heyda bei Hirschstein in Sachsen statt. Der Markenname lautete AC. Allerdings durfte das Unternehmen den Modellnamen Cobra nicht verwenden.
Der Vertrieb erfolgte in der Schweiz und Liechtenstein durch die 4 MP AG aus Zug, im restlichen Europa durch Formula Automobiles aus dem französischen Mommenheim und außerhalb Europas durch AC Automotive.
Im März 2014 stellte der französische Vertriebspartner zwei AC-Fahrzeuge auf der Techno-Classica in Essen aus.
Ab 20. Juli 2022 war Laurent Abert nicht mehr Geschäftsführer, sondern nur noch Jürgen Mohr. Am 24. Juli 2023 wurde das Unternehmen liquidiert. Die Verbindung zu Alan Lubinsky von der Acedes Holding als Rechteinhaber der Marke ist unklar.

## Fahrzeuge
Im Angebot stand der AC Mk VI. Das Fahrzeug ähnelte äußerlich dem AC Cobra. Dies war ein zweisitziger Roadster. Besonderheit war ein optionales Hardtop mit Flügeltüren. Die Karosserie bestand aus Aluminium. Ein V8-Motor von General Motors war vorne im Fahrzeug montiert und trieb die Hinterachse an.
Zur Wahl standen vier verschiedene Ausführungen. Der GT war der am schwächsten motorisierte mit 6200 cm³ Hubraum und 437 PS.
Der GT Big Block hatte als einziger einen hubraumgrößeren Motor mit 7200 cm³ Hubraum und 640 PS. Diese beiden Ausführungen standen ab 2013 im Sortiment.
Der GTS, der ab April 2014 erhältlich war, hatte den kleineren Motor, der mit Hilfe eines Kompressors 647 PS leistete.
Für Juli 2015 war der GTSR angekündigt. Er basierte auf dem GTS, leistete 780 PS und war leichter als die anderen.
Die Fahrzeuge waren 402 cm lang, 183 cm breit und wogen zwischen 995 kg und 1095 kg.